# منوف (مركز)

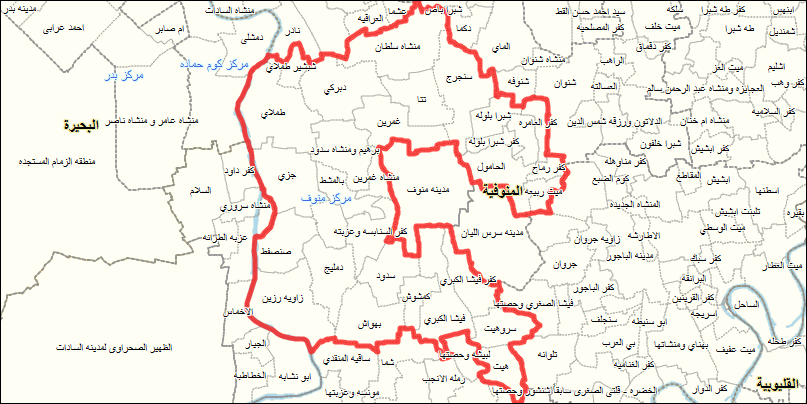
خريطة مركز منوف

مركز منوف، هو مركز تابع لمحافظة المنوفية في جمهورية مصر العربية. قاعدته الإدارية مدينة منوف، وكانت عاصمة المنوفية حتى عام 1826.

## جغرافيا
يقع في الغرب الأوسط لمحافظة المنوفية فيما بين فرعي دمياط ورشيد، ويقابله مركز السادات الحديث الضم للمحافظة غرب فرع رشيد.
يبلغ مساحة المركز 162.9 كم مربع، أي 5.38% من جملة مساحة المحافظة،

## التقسيم الإداري
يشتمل على سبع وحدات محلية قروية، وهي: منشأة سلطان، الحامول، فيشا الكبرى، سدود، زاوية رزين، برهيم، وطملاي. كما يتبعهم 31 قرية و140 كفر ونجع. كما يضم المركز مدينة أخرى هي مدينة سرس الليان.

## السكان
بلغ عدد سكان مركز منوف 342,843 نسمة عام 2006.